# Romāns Lajuks
Romāns Lajuks (Gulbene, 1964. június 19. –) lett nemzetközi labdarúgó-játékvezető.

## Pályafutása

### Nemzeti kupamérkőzések
Vezetett Kupa-döntők száma: 2.

#### FÁK Kupa
| Időpont          | Mérkőzés típusa | Mérkőzés                     | Eredmény |
| ---------------- | --------------- | ---------------------------- | -------- |
| 2005. január 23. | döntő           | Neftçi PFK–PFK CSZKA Moszkva | 1 : 2    |

#### Lett Kupa
| Időpont              | Helyszín              | Mérkőzés típusa | Mérkőzés                           | Eredmény | Nézők száma |
| -------------------- | --------------------- | --------------- | ---------------------------------- | -------- | ----------- |
| 2005. szeptember 25. | Nemzeti Stadion, Riga | döntő           | FK Ventspils–FK Liepājas Metalurgs | 2 : 1    | 4 000       |
| 2006. szeptember 29. | Skonto Stadion, Riga  | döntő           | Skonto FK–FK Liepājas Metalurgs    | 1 : 2    | 6 000       |

### Nemzetközi játékvezetés
A Litván labdarúgó-szövetség Játékvezető Bizottsága (JB) terjesztette fel nemzetközi játékvezetőnek, a Nemzetközi Labdarúgó-szövetség (FIFA) 1993-tól tartotta nyilván bírói keretében. Több nemzetek közötti válogatott és klubmérkőzést vezetett. A Szovjetunió utódállamok (FÁK) klubcsapatainak rendezett bajnokságon rendszeres közreműködő volt. Selejtezőket, elődöntőket, döntőt vezetett. A litván nemzetközi játékvezetők rangsorában, a világbajnokság-Európa-bajnokság sorrendjében többedmagával az 1. helyet foglalja el 6 találkozó szolgálatával. Az aktív nemzetközi játékvezetéstől 2009-ben a FIFA 45 éves korhatárát elérve búcsúzott. Válogatott mérkőzéseinek száma: 39.

#### Világbajnokság
Három világbajnoki döntőhöz vezető úton Franciaországba a XVI., az 1998-as labdarúgó-világbajnokságra, Dél-Koreába és Japánba, a XVII., a 2002-es labdarúgó-világbajnokságra valamint Németországba a XVIII., a 2006-os labdarúgó-világbajnokságra a FIFA JB bíróként alkalmazta.

##### 1998-as labdarúgó-világbajnokság
| Időpont           | Helyszín                 | Mérkőzés típusa           | Mérkőzés              | Eredmény | Nézők száma |
| ----------------- | ------------------------ | ------------------------- | --------------------- | -------- | ----------- |
| 1997. március 29. | Steaua Stadion, Bukarest | előselejtező (8. csoport) | Románia–Liechtenstein | 8 : 0    | 3 000       |

##### 2002-es labdarúgó-világbajnokság
| Időpont         | Helyszín                    | Mérkőzés típusa           | Mérkőzés     | Eredmény | Nézők száma |
| --------------- | --------------------------- | ------------------------- | ------------ | -------- | ----------- |
| 2001. június 2. | Laugardalsvöllur, Reykjavík | előselejtező (3. csoport) | Izland–Málta | 3 : 0    | 3 554       |

##### 2006-os labdarúgó-világbajnokság
| Időpont           | Helyszín                       | Mérkőzés típusa           | Mérkőzés                 | Eredmény | Nézők száma |
| ----------------- | ------------------------------ | ------------------------- | ------------------------ | -------- | ----------- |
| 2004. október 13. | Lansdowne Road Stadion, Dublin | előselejtező (4. csoport) | Írország–Feröer-szigetek | 2 : 0    | 36 000      |

#### Európa-bajnokság
Kettő európai-labdarúgó torna döntőjéhez vezető úton Portugáliába a XII., a 2004-es labdarúgó-Európa-bajnokságra és Ausztriába és Svájcba a XIII., a 2008-as labdarúgó-Európa-bajnokságra az UEFA JB játékvezetőként foglalkoztatta.

##### 2004-es labdarúgó-Európa-bajnokság
| Időpont     | Helyszín                         | Mérkőzés típusa           | Mérkőzés          | Eredmény | Nézők száma |
| ----------- | -------------------------------- | ------------------------- | ----------------- | -------- | ----------- |
| 2002-10-16. | Josy Barthel Stadion, Luxembourg | előselejtező (2. csoport) | Luxemburg–Románia | 0 : 7    | 2 056       |

##### 2008-as labdarúgó-Európa-bajnokság
| Időpont           | Helyszín                                | Mérkőzés típusa           | Mérkőzés             | Eredmény | Nézők száma |
| ----------------- | --------------------------------------- | ------------------------- | -------------------- | -------- | ----------- |
| 2006. október 11. | Constant Vanden Stock Stadion, Brüsszel | előselejtező (A. csoport) | Belgium–Azerbajdzsán | 3 : 0    | 12 000      |
| 2007. március 28. | Ceahlăul Stadion, Karácsonkő            | előselejtező (G. csoport) | Románia–Luxemburg    | 3 : 0    | 12 000      |

#### Balti-kupa
A litván, a lett és az észt labdarúgó válogatott tornáját évente rendezik.
| Időpont            | Helyszín                   | Mérkőzés típusa | Mérkőzés            | Eredmény | Nézők száma |
| ------------------ | -------------------------- | --------------- | ------------------- | -------- | ----------- |
| 1983. július 3.    | Daugava Stadion, Riga      | csoportmérkőzés | Észtország–Litvánia | 2 : 1    |             |
| 1991. november 15. | Žalgiris Stadion, Klaipėda | csoportmérkőzés | Litvánia–Észtország | 4 : 1    | 200         |
| 1992. július 11.   | Daugava Stadion, Liepāja   | csoportmérkőzés | Litvánia–Észtország | 1 : 1    | 500         |
| 1993. július 4.    | Kalevi Stadion, Pärnu      | csoportmérkőzés | Észtország–Litvánia | 2 : 1    | 800         |
| 1994. július 29.   | Žalgiris Stadion, Vilnius  | csoportmérkőzés | Litvánia–Észtország | 3 : 0    | 1 000       |
| 1995. május 0.     | Daugava Stadion, Riga      | csoportmérkőzés | Litvánia–Észtország | 7 : 0    | 1 500       |
| 1997. július 9.    | Žalgiris Stadion, Vilnius  | csoportmérkőzés | Litvánia–Észtország | 2 : 1    | 300         |
| 1998. június 28.   | Városi Stadion, Viljandi   | csoportmérkőzés | Észtország–Litvánia | 0 : 0    | 400         |
| 2001. július 4.    | Daugava Stadion, Riga      | csoportmérkőzés | Litvánia–Észtország | 5 : 2    | 500         |
| 2008. május 31.    | Slokas Stadion, Jūrmala    | csoportmérkőzés | Litvánia–Észtország | 0 : 1    | 1 300       |